# 尤拉科查山
11°34′26″S 76°13′7″W / 11.57389°S 76.21861°W

尤拉科查山（Yuraqqucha），是秘魯的山峰，位於該國中部胡寧大區的堯利省和利馬大區的瓦羅奇里省，屬於安第斯山脈的一部分，處於瓦克拉科查湖西北面，海拔高度約5,100米。